# Усачёв, Михаил Иванович
Михаил Иванович Усачёв (1901, дер. Носово, Московская губерния — пропал без вести в апреле 1945) — советский военнослужащий, красноармеец, пулемётчик 2-го стрелкового батальона 1266-го стрелкового полка 385-й стрелковой дивизии 50-й армии 2-го Белорусского фронта, Герой Советского Союза.

## Биография
Родился в 1901 в деревне Носово Озерецкой волости Московского уезда Московской губернии, ныне Химкинского городского округа Московской области, в многодетной семье крестьянина Усачёва Ивана Васильевича (1877—1943) и Усачёвой Елизаветы Фёдоровны (1882—1954). Русский.
В семье было шестеро детей: Михаил, Фёдор, Егор, Владимир, Анна и Татьяна.
В 1920-х годах семья была раскулачена. Дом в деревне Ерёмино (куда семья ранее переехала) был экспроприирован и отдан под нужды сельского совета, а семья переехала в деревню Павельцево (на тот момент Краснополянский район). Отец был осуждён как кулак, и отбывал некоторое время в лагере (точное местонахождение, и сроки неизвестны).
Мать — Усачёва Елизавета Фёдоровна, добилась личной встречи с Климентом Ворошиловым, и впоследствии Иван Васильевич был признан невиновным и освобождён.
Брат Михаила Ивановича — Владимир Иванович был отправлен на поселение в Архангельск.
Михаил Иванович Усачёв окончил 4 класса. Работал в колхозе.
В Красной Армии с августа 1941 года.
В действующей армии с января 1942 года.
26 августа 1942 года ранен под Заячьей Горой (Смоленская область).
Будучи стрелком 146-го отдельного заградотряда 1266-го стрелкового полка, в ночь на 31 мая 1943 года, находясь на посту переднего края обороны, задержал перебежчика, который пытался перейти передний край и доставить врагу важные сведения об обороне советских воинских частей, за что приказом по 1266-му стрелковому полку № 09/Н от 7 июня 1943 года был награждён медалью «За отвагу».
27 июня 1944 года 2-й стрелковый батальон 1266-го стрелкового полка 385-й стрелковой дивизии, преследовавший противника, получил задачу форсировать реку Днепр в районе деревни Дашковка в Могилёвской области и удерживать переправу до подхода основных сил. Ожесточённый огонь противника не дал возможности батальону подойти вплотную к реке. Пулемётчик 2-го стрелкового батальона 1266-го стрелкового полка красноармеец Усачёв добровольно с группой товарищей вызвался переправиться на правый берег. Захватив с собой пулемёт и гранаты, первым бросился в реку и под ураганным огнём достиг правого берега. Заметив это, противник выслал группу автоматчиков, чтобы уничтожить переправившихся. Обнаружив группу противника, Усачёв огнём своего пулемёта полностью уничтожил её. В это время к нему на помощь подоспели пять автоматчиков, которые переправились вслед за ним. Возглавив эту группу, Усачёв в течение дня отразил до 10 контратак мелких групп противника. К концу дня, обнаружив огневые точки противника, открыл по ним огонь, в результате чего в рядах врага возникло замешательство и уменьшился обстрел им боевых порядков батальона на левом берегу реки. Воспользовавшись ослаблением обстрела со стороны противника, командование батальона повело роты на форсирование Днепра. Присоединившись к первой переправившейся роте, Усачёв в числе первых бросился на штурм вражеских укреплений и в рукопашной схватке из своего оружия и гранатами уничтожил 10 фашистов.
За этот подвиг Указом Президиума Верховного Совета СССР от 24 марта 1945 года за образцовое выполнение боевых заданий командования на фронте борьбы с немецко-фашистскими захватчиками и проявленные при этом мужество и героизм красноармейцу Усачёву Михаилу Ивановичу присвоено звание Героя Советского Союза с вручением ордена Ленина и медали «Золотая Звезда».
10 августа 1944 года командир отделения 2-го стрелкового батальона 1266-го стрелкового полка старший сержант Усачёв в наступательном бою решительно руководил боем своего отделения, при отражении контратаки противника его бойцы уничтожили до 10 немцев, за что приказом по 1266-му стрелковому полку № 54/Н от 13 августа 1944 года он был награждён медалью «За боевые заслуги».
В последующий период за боевые отличия был награждён орденом Красной Звезды
В апреле 1945 года пропал без вести.
По решению Исполнительного комитета Московского областного Совета депутатов трудящихся от 29 июля 1949 года за № 1774 матери Усачёвой Елизавете Фёдоровне была назначена персональная пенсия местного значения в размере 250 рублей в месяц пожизненно.

## Награды
- Медаль «Золотая Звезда» Героя Советского Союза (24.03.1945)[5][6];
- орден Ленина (24.03.1945);
- орден Красной Звезды (??.??.194?)[7];
- медаль «За отвагу» (07.06.1943)[8];
- медаль «За боевые заслуги» (13.08.1944)[9];
- медаль «За оборону Москвы».

## Память
- М. И. Усачёву открыт памятник в деревне Красная Горка городского округа Мытищи Московской области[10].
- Имя Героя высечено золотыми буквами в зале Славы Центрального музея Великой Отечественной войны в Парке Победы города Москва.
- Имя Усачева М.И. высечено на памятнике жителям деревни Носово г.о. Химки не вернувшимся с Великой Отечественной войны.